# Minsk Zubrs
Die Minsk Zubrs sind ein belarussisches American-Football-Team.

## Geschichte
Die Zubrs (deutsch: Wisente)  wurden 1991 in Minsk gegründet. In den Jahren 1992, 1993, 1994 wurde das Team Sieger der Meisterschaft der Gemeinschaft Unabhängiger Staaten (GUS), an der, außer den Belarussen, zwei Teams aus Moskau sowie zwei Teams aus der Ukraine (Donezk und Charkow) teilnahmen. Im Jahr 1995 wurde die Mannschaft Vizemeister der GUS-Meisterschaft. In den Jahren 1993 und 1994 gingen die Zubrs auf eine Tour durch die USA, bei der sie sieben Spiele gegen Teams aus der zweiten NCAA-Division austrugen.
Im Jahr 1995 wurde der American-Football-Verband der Republik Belarus (FAFRB) Mitglied des Europäischen Verbandes EFAF. Im Jahr 1996 qualifizierte sich das Team für die European Football League, musste sich aber aus wirtschaftlichen Gründen zurückziehen.  Erst nach vier Jahren konnte der Verein wieder eine Mannschaft aufstellen. Das durchschnittliche Alter der Spieler betrug damals 22 Jahre, die meisten von ihnen waren Studenten des Instituts für Parlaments- und Unternehmergeist.
Mangels Konkurrenz im eigenen Land trug das Team zunächst nur Freundschaftsspiele gegen andere osteuropäische Mannschaften aus. Seit der Saison 2009 spielten die Zubrs um die ukrainische Meisterschaft mit. Sie unterlagen im Finale 2009 den Uzhgorod Lumberjacks und im Endspiel 2010 den Donetsk Scythians. In der Saison 2016 gewannen die Zubrs als erstes ausländisches Team die ukrainische Meisterschaft.